# 伊川易傳
《伊川易傳》是北宋程颐的著作，亦称《周易程氏传》。清初吕留良把它辑入《二程全书》，共四卷。
宋朝刊本六卷，其中包括吕祖谦所著的《系辞精义》二卷，引程颐和诸家之说，补充程传所未备。阐明《易经》的宗旨在于顺性命之理，通幽明之故，尽事物之情，而示开物成务之道。《易经》全然赅括天地自然之理，有理而后有象。认为物理极必反，自然之事物不是固定不变，理在动中方有恒。要求人们心存虔敬，笃信天理，养身去欲，处中正之道，由中正之位。这本书奠定了程朱理学的基础。